# Granja de la Infancia
La Granja de la Infancia es un espacio público de la ciudad de Rosario (Argentina), el cual está orientado a brindarle a los niños la posibilidad de relacionarse con la naturaleza, sintiéndose parte de ella y tomando conciencia de la importancia del cuidado del medio ambiente.
Se encuentra situada en la salida oeste de la ciudad, más precisamente en la Av. Presidente Perón al 8000, casi llegando al límite con la ciudad conurbada de Pérez. 

## Descripción
La Granja presenta múltiples espacios de participación para que los visitantes intervengan activamente en labores tradicionales ligadas a la ancestralidad tales como sembrar, regar, cosechar, amasar el pan, tejer con fibras naturales, construir cuencos de arcilla, entre muchas otras. Estas actividades están pensadas para habilitar el juego y el diálogo entre grandes y chicos centrándose en el proceso más que en el producto resultado. Para eso, cuentan con la coordinación pedagógica de personal capacitado para mediar los diferentes dispositivos lúdicos.
Está pensado como un lugar para aprender a respetar las diversas formas de vida animal y vegetal, inculcando una perspectiva ecológica a los más pequeños mediante juegos y actividades grupales que generen interacción entre naturaleza y cultura. El proyecto distingue dos modalidades de trabajo: una dirigida a visitas guiadas para las escuelas primarias, secundarias y terciarios durante el ciclo lectivo o para las colonias de vacaciones durante el receso escolar, y otra dirigida a las familias y a grupos de todas las edades que se acerquen los fines de semana, feriados.

## Espacios
Los espacios definidos de actividades comprenden:

### Hacer nacer
Aquí los visitantes siembran toda variedad de vegetales usados en la alimentación del hombre y de los animales. Con lo producido en esta huerta podrán luego alimentar a los distintos animales en sus corrales, conociendo su hábitat, su alimentación y sus crías.

### Secretos y misterios
Es un mini laboratorio de ciencias y experimentos que facilita la comprensión de los niños acerca de lo que nos rodea. Permite observar y explorar el entorno como primer paso para el descubrimiento de los secretos que guarda la naturaleza .

### Pan y dulce
Los visitantes pueden participar de la elaboración del pan reconociendo los ingredientes y sus orígenes, aquí se elaboran artesanalmente panes y dulces al estilo de los productos realizados en los hogares de campo.

### Cuentos y susurros
Despierta la imaginación al escuchar la lectura de relatos, fomentando la utilización del libro como medio y de la lectura como vía de saciar el deseo de descubrir e investigar . También se exhiben cortometrajes y documentales que ayudan a comprender y promover la participación activa de la ciudadanía en el cuidado del ambiente.

### Bosque de Papel
Es otro espacio de exploración, donde la observación libre y dirigida del entorno posibilita percepciones más complejas, aquellas que involucran las cualidades de los objetos en particular: forma, color, tamaño, proporción, textura. Todo esto orienta al niño progresivamente a la indagación en las diferentes inquietudes artísticas.

### Hábitat ribereño
Muestra la diversidad de fauna y de flora del río Paraná y de las islas aledañas, invitando a descubrir la cultura de los pescadores y los tesoros escondidos de todo el ecosistema isleño urgando entre totoras, lirios y cortaderas.